# 花柳幻舟
花柳 幻舟（はなやぎ げんしゅう、本名 川井 洋子、1941年〈昭和16年〉5月15日 - 2019年〈平成31年〉2月28日）は、日本の著作家・舞踊家・女優。フェミニスト・アナキスト。

## 生涯
京阪神を中心に西日本各地を巡回する劇団の子として大阪市に生まれ、2歳で舞台に立つ。東映ポルノ、日活ロマンポルノなどに多数出演。日本舞踊の花柳流に入門。花柳流名取となったが家元制度打倒運動を開始、家元制度批判の著書『花柳流に反逆する』を出版する。
1980年、花柳流家元・三世花柳壽輔を襲撃して包丁で斬りつけ、傷害罪で服役する。この時期、幻舟は歴史学者の羽仁五郎と交際があり、羽仁からは「ぼくのガールフレンド」と呼ばれていた。傷害事件の裁判では羽仁を「口先だけで実行しない人」と批判もしたが、1983年6月に羽仁が死去した際には弔問に訪れた。また革新自由連合の同志だった中山千夏や作家の色川武大などと交友、色川は「変わらざる友人」として幻舟のことを対談やエッセイに残している。
1984年、自伝『夕焼は哀しみ色』がテレビ朝日系列の月曜ワイド劇場『花柳幻舟獄中記』として幻舟本人、中原早苗、宮下順子、芦川よしみ、白川和子らの出演でテレビドラマ化、翌年には奈美悦子、萩尾みどり、園佳也子らを加えた続編『花柳幻舟獄中記II』も放送された。
1989年、イギリスのテレビ局チャンネル4でキム・ロンジノットらによるドキュメンタリー映画『EAT THE KIMONO』（邦題・『幻舟』）が放送され、ニヨン国際ドキュメンタリー映画祭グランプリを獲得、同年にはドキュメンタリー映画『扇の刃』も製作され、ライプツィヒ国際映画祭でグランプリを獲得した。
1990年の天皇即位礼の祝賀パレードで爆竹を投げて道路交通法違反（路上危険行為）で罰金の支払いを拒絶し服役。以後、警視庁の「テロ対策リスト」に監視対象者として挙げられ、皇室関連イベントなどテロが予想される行事が行われる際には監視が行われていた。
2004年、放送大学を卒業し、『小学校中退 大学卒業』を上梓。
2019年2月28日 群馬県安中市の碓氷第三橋梁の下に倒れているところを発見され、搬送先の病院で死亡が確認された。橋の上から転落したものとみられる。
2020年、遺稿集『けものみち』が出版された。

## 年表
- 1966年 花柳流の名取となる。
- 1968年 大阪・中座で「花柳幻舟リサイタル」を開き家元制度を告発[7]。
- 1977年 矢崎泰久、中山千夏、ばばこういちを中心にして結成された革新自由連合に企画委員として参加。
- 1980年2月21日 花柳流家元・三世花柳壽輔を襲撃[3]
- 1981年5月 栃木刑務所からの出所報告講演会（四谷公会堂）
- 1990年11月12日 天皇即位礼祝賀パレードで爆竹を投擲[8]。
- 1991年
  - 6月20日 東京簡易裁判所判決で罰金4万円[8]。
  - 9月 罰金を拒否し東京拘置所で20日間の労役囚に服役[5]。
  - 12月 東京拘置所服役中の処遇を不服として本人訴訟で国を被告に損害賠償訴訟を提起。
- 1993年
  - 2月 天皇即位礼での爆竹の投擲をつづった『冬の花火』を出版。
  - 6月25日 東京地方裁判所が国家賠償請求訴訟を棄却[9]。
- 1995年 放送大学入学。
- 2004年
  - 3月 日比谷・松本楼で「放送大学卒業と『小学校中退、大学卒業』出版を祝う会」を開催。
  - 5月 自転車操業インターナショナル連合会（略称: 自操連）を創立し、自らが永世総裁となる。
- 2019年 2月28日　群馬県安中市にて死去。

## 著書
- 『花柳流に反逆する 愛と憎しみの谷間で』（『ワニの本』193）1972年、ベストセラーズ
- 『子宮からの出発 生・愛・死』1976年、真海出版社
- 『無学盲目体当り』話の特集、1979年3月1日。（長谷川きよしと共著）
- 『修羅 家元制度打倒』1981年、三一書房
- 『夕焼は哀しみ色』1982年、三一書房
- 『舞踊狂殺人事件 : 家元連続殺人 本格長篇推理<私>小説』作品社、1984年3月24日。ISBN 4878938048。
- 『女のたびだち』作品社、1984年5月7日。ISBN 4878930969。
- 『オッサン何するねん! : 文化人エンマ帖』データハウス、1986年5月25日。ISBN 492444233X。
- 『冬の花火』1993年、パンドラ、ISBN 4768477267
- 『小学校中退、大学卒業 新・学問のすすめ』2004年、明石書店 ISBN 4750318760
- 『逃げたらあかん! 何もしなければ、何も変わらない』2004年、ロングセラーズ ISBN 4845407523
- 『十四歳の死刑囚』2005年、現代書館、ISBN 4768469140
- 『ウソつきは、人間の始まり あなたに贈る勇気と希望と強く生きるための言葉』2005年、健学社 ISBN 4779700035
- 『小学校中退、大学卒業』2009年、MINAえんたあぷらいず
- 『けものみち』2020年、えにし書房　※遺稿集

## 映画
- 怪談残酷物語（1968年） - とよ
- 秘帳 女浮世草紙（1968年）
- 異常性愛記録 ハレンチ（1969年）
- 妖艶毒婦伝 お勝兇状旅（1969年）
- おんな牢秘図（1970年）
- 曼陀羅（1971年）
- 続・色暦大奥秘話 淫の舞（1972年）
- 江戸小町 淫の宴（1972年）
- 新・色暦大奥秘話 やわ肌献上（1972年）
- 戦国ロック 疾風の女たち（1972年）
- (秘)・大奥外伝 尼寺淫の門（1973年）
- (秘)色情めす市場（1974年）
- 秘本 袖と袖（1974年）
- 実録阿部定（1975年）
- 淫乱な関係（1976年）
- 処女の刺青(1976年)
- 河内のオッサンの唄（1976年）
- 河内のオッサンの唄 よう来たのワレ（1976年）
- 花芯の刺青 熟れた壺（1976年）
- 壇の浦夜枕合戦記（1977年）
- 江戸川乱歩の陰獣（1977年）
- 私は犯されたい（1978年）
- 純（1980年）
- エロスの少年（1983年）
- 待ち濡れた女（1987年）
- 幻舟（1989年）
- 扇の刃（1990年）※本作で、ライプツィヒ国際映画祭にてグランプリを受賞

## テレビドラマ
- 日本剣客伝 第9話「沖田総司」（1968年、NET / 東映）
- 特別機動捜査隊（NET / 東映）
  - 第394話「若者とホステスと団地夫人」（1969年）
  - 第422話「上流階級」（1969年）
  - 第428話「古都」（1970年）
  - 第460話「砂の墓」（1970年）
- 五番目の刑事　第1話「真昼のアスファルト」（1969年、NET）
- 恐怖劇場アンバランス 第8話「猫は知っていた」（1973年、フジテレビ / 円谷プロダクション） - 看護婦・家永
- 花柳幻舟獄中記（1984年、テレビ朝日）
- 花柳幻舟獄中記II 女子刑務所花の同窓会（1985年、テレビ朝日）
- 新・花の聖カトレア学園（1986年、テレビ東京）

## ディスコグラフィー
- 『残・曽根崎心中』ミッキー吉野グループとのコラボ (1975年、コロムビアレコード)
- 『幻舟のかき節』（B面: 『旅芝居の歌』）(1975年、キングレコード)
- 『女の子守唄』『お幻旅姿』(1984年、ソーラスマーキュリーレコード)
- 『残・曽根崎心中　CD復刻版』ミッキー吉野グループとのコラボ (2004年、ブリッジ)
- 『TABIDACHI　花柳幻舟の世界（CD版）』(2007年、MINAえんたあぷらいず)